# 제28회 부산국제단편영화제
제28회 부산국제단편영화제는 2011년 5월 25일에 열린 시상식이다.

## 수상 및 후보

### 최우수작품상(국제경쟁)
- 가라구즈 - 압데누어 자자 수상

### 우수작품상(국제경쟁)
- 그냥 어떤 하루 - 압헤이 쿠마르 수상

### 연기상(한국경쟁)
- 부서진 밤 - 정인기 수상

### 작품상(BS부산은행상)
- 랜드 오브 더 히어로즈 - 사힘 오마르 칼리파 수상

### 감독상(교보생명상)
- 떼 - 아지에르 알투나 수상

### 픽션상(송도해수피아상)
- 푸른 사막 - 이지원 수상

### 다큐멘터리(동일철강상)
- 피니 - 야콥 세세르 쉴싱에르 수상

### 애니메이션상(서현레져상)
- 파랑주의보 - 알렉산드라 샤드리나 수상

### 실험영화상(서울프로폴리스상)
- 층 - 전준혁 수상

### 편집상(목민법률상)
- 락원 - 김희경 수상

### 관객상(롯데시네마상)
- 너는 거지란다 - 김소연 수상

### 촬영상(후지필름상)
- 랜드 오브 더 히어로즈 - 사힘 오마르 칼리파 수상

### 국제경쟁
- 더 러브 - 김아롱
- 층 - 전준혁
- 푸른 사막 - 이지원
- 해야 할 일 목록 - 존 매킬더프
- 가라구즈 - 압데누어 자자
- 5월의 봄 - 박홍준
- 하트 - 오수형
- 크리스틴의 램프 - 외르크 브루위
- 그냥 어떤 하루 - 압헤이 쿠마르
- 감사합니다 - 문하얀
- 락원 - 김희경
- 사랑이 좋아 - 사라 커닝햄
- 너는 거지란다 - 김소연
- 마이크 - 지아코모 라 모나카
- 더 라이터 - 임대희
- 떼 - 아지에르 알투나
- 같이 - 미카엘 제레즈니코브
- 안과 밖 - 장은주
- 도둑고양이들 - 민병우
- 엄마의 작은 도우미 - 마이클 러벨
- 누가 쌌노? - 박유찬
- Mistranslation - 김보형
- 퍼스트 에이드 - 야르덴 카르민
- 랜드 오브 더 히어로즈 - 사힘 오마르 칼리파
- 다트 - 조성빈 외 1명
- 더 브라스 퀸텟 - 유대얼
- 오늘 그 놈이 나와 - 김성우
- 카템과 크리스 - 루드 렌센
- 강도 - 조니 마
- 기괴한 채소들 - 에밀리앙 다보 외 2명
- 부서진 밤 - 양효주
- 정말 간절히 기원하면 - 맷 리처즈
- 노 시그널 - 시난 세르텔
- 모퉁이길 문방구 - 윤원균 외 1명
- 탈진 - 베사 쿠오스마넨
- 상식적 만남 - 김수정
- 촌뜨기 - 카렌 오가네스얀
- 들것 - 마르셀 벨트란 페르난데스
- 남겨둔 것, 가져온 것 - 막스 포터 외 1명
- 저 햇살 속의 먼 여행 - 김현범
- 넘버 - 김수현
- 수프 - 프레드 R. 윌리츠카트
- 피니 - 야콥 세세르 쉴싱에르
- 파랑주의보 - 알렉산드라 샤드리나
- 변신이야기 - 오인천

### 초청작
- 아름다운 아침 - 세르쥬 아베디키안
- 미션 완수 - 세르쥬 아베디키안
- 생명선 - 세르쥬 아베디키안
- 개 이야기 - 세르쥬 아베디키안
- 저녁 늦은 밤 그리고 도시 - 알루니마 샤르마
- 애니웨어 아웃 오브 더 월드 - 빈센트 카르도나
- 창문을 통해서 - 이고르 조즈나
- 고향 - 주안 디 디오스 마르필 아티엔자
- 다른 관계 - 드미트리 세리바노브
- 숯화로 - 피토르 즈로토로위츠
- 사고 - 왕 시오촨
- 새들도 멀미를 한다 - 사라 커닝햄
- 수영하는 남자 - 파비오 스톨
- GERM - 스니할 나일
- 종이기억 - 안드레이 시모노브
- 사이런트 리버 - 안카 미루나 라자레스쿠
- 챔피언 마켓 - 플로렌시아 페르시아
- 쿠숨 - 수모나 바너지
- 세바.스.짱 - 사이토우 신 외 1명
- 구구리 구구리 - 요시코 미수미
- 우물 안 개구리 - 오치아이 켄
- 당신의 집 - 야마카와 코헤이
- 페이스 트립 - 오노 유키
- 감씨 - 타키자와 히로시
- 자전거 - 야마다 딘
- 언노운 - 미스하시 유지
- 해파리군 - 카타오카 쇼
- 사쿠라 란셀 - 아라이 사토시

### 비경쟁작
- 모스퀴토 맨 - 최웅식
- 순한 아이들 - 김동우
- 솜사탕 - 김현동
- 죽은 개를 찾아서 - 김숙현
- 에이치 - 이광현 외 1명